# Mykilske (Starobilsk)
Mykilske (ukrainisch Микільське; russisch Никольское Nikolskoje) ist ein Dorf im Nordosten der ukrainischen Oblast Luhansk mit etwa 1500 Einwohnern (2001).
Das 1782 gegründete Dorf liegt am Ufer der Komyschna (Комишна), einem 95 km langen, rechten Nebenfluss der, dem Derkul zufließenden, Powna (Повна), 23 km nordwestlich vom ehemaligen Rajonzentrum Milowe und etwa 135 km nordöstlich des, unter Kontrolle der international nicht anerkannten Volksrepublik Lugansk stehenden, Oblastzentrums Luhansk.
Am 12. Juni 2020 wurde das Dorf ein Teil der neugegründeten Siedlungsgemeinde Milowe, bis bildete es zusammen mit den Dörfern Dibrowa, Blahodatne (Благодатне), Chomynske (Хоминське),  Schelestiwka (Шелестівка) und Wodjanolypowe (Водянолипове) die gleichnamige Landratsgemeinde Mykilske (Микільська сільська рада/Mykilska silska rada) im Norden des Rajons Milowe.
Seit dem 17. Juli 2020 ist sie ein Teil des Rajons Starobilsk.